# الخط الزمني للأحداث المتعلقة بداعش (2013)

## الجدول الزمني
- بحلول 8 نيسان/أبريل 2013؛ تحوّلت جماعة دولة العراق الإسلامية رسميًا إلى اسمِ الدولة الإسلامية في العراق والشام والتي عُرفت فيما بعد بداعش.[1][2][3]
- بدأت داعش في نيسان/أبريل 2013 بتحقيق بعضِ المكاسب العسكرية في شمال سوريا بحسب المرصد السوري لحقوق الإنسان الذي وصفها باعتبارها أقوى مجموعة هناك.[4]
- 11 أيار/مايو: انفجرت سيارتان مفخختان في بلدة الريحانية في محافظة هاتاي بدولة تركيا تسببت في مقتل 51 شخصًا على الأقل وإصابة 140 آخرون بجروح.[5] يُعدّ هذا الهجوم هو الأكثر دموية داخل الأراضي التركية حتى الآن.[6] جنبًا إلى جنب مع أجهزة المخابرات السورية؛ اشتبهت أجهزة الأمن التُركية في أنّ داعش هوَ منفذ الهجوم.[7]
- في الخامس من تموز/يوليو؛ سيطرت جماعة تجمع القوة 21 على بلدة الدانا بعد أنباءٍ عن أنّ مقاتلي الدولة الإسلامية قد فتحوا النار على المتظاهرين الغاضبين مما يقومُ به التنظيم الإرهابي. اندلعت في وقتٍ لاحق اشتباكات بين المجموعتين فقام تنظيم الدولة بقطع رأس 33 من مقاتلي تجمع القوة 21 ثم سيطروا على البلدة بالكامل.[8]
- في التاسع من تموز/يوليو قُتل أبو باسر الجبلاوي أحد قادة الجيش السوري الحر على يدِ عناصرَ من داعش في محافظة اللاذقية.[9]
- في 22 تموز/يوليو عمل مقاتلو داعش على الإفراج عن زملائهم المحتجزين في السجون العراقية في التاجي وسجن أبو غريب. تمكن أفراد التنظيم من تحرير أكثر من 500 سجين وكثيرون منهم هم مم قدامى المحاربين خلال التمرد في العراق (2003-11)[10][11] أو من كبار قادة داعش.[12][13] خلال «عمليات التحرير»؛ استعملَ عناصر داعش 12 سيارة مفخخة والعديد من الانتحاريين فضلا عن قذائفَ الهاون والصواريخ من أجل طرد حراس السجون.[14]
- في أوائل آب/أغسطس وخلال حصار قاعدة منغ الجوية فجّر انتحاريٌ سيارة مفخخة مما تسبب في سقوط عدد غير معلوم من الضحايا.[15]
- في أيلول/سبتمبر؛ أعضاء داعش قتل قائد أحرار الشام أبو عبيدة البنشي، بعد أن تدخل لحماية مؤسسة خيرية إسلامية ماليزية؛  لقد أخطأ داعش في أن يكون العلم الماليزي هو علم الولايات المتحدة.[16][17][18]
- بحلول أيلول/سبتمبر من نفسِ العام؛ اجتاحَت داعش بلدة أعزاز التي كانت خاضعة للجيش الحر وللواء عاصفة الشمال التابع له.[19] ليسَ هذا فقط؛ بل حاول تنظيم داعش خطفَ طبيب ألماني يعمل في أعزاز.[20] في تشرين الثاني/نوفمبر؛ نشرت صحيفة زمان اليوم التركية معلومات مفصلة عن أنّ داعش يُخطط لتنفيذ تفجيرات انتحارية في تركيا.[21]
- بحلول 30 أيلول/سبتمبر؛ نقلت العديد من وسائل الإعلام التركية أن داعش قد تبنّى هجوم 11 أيار/مايو في تركيا وهدد بشن مزيد من الهجمات على نفس الدولة.[22][23][24][25]
- في تشرين الثاني/نوفمبر؛ أقدمَ داعش على إعدام حسن جزرة قائد جبهة غرباء الشام في بلدة الأتارب. اتهمت الجماعات الإسلامية المتطرفة جبهة غرباء الشام بلنهب والتعاون في بعض الأحيان مع الحكومة السورية.[26]
- في كانون الأول/ديسمبر؛ اندلعت اشتباكات بينَ داعش من جهة وبينَ أحرار الشام من جهة ثانيّة في بلدة مسكنة بحلب.[27]
- في كانون الأول/ديسمبر؛ شنّ داعش هجومًا علَى محافظة الأنبار في العراق وعملوا على تغيير الثورة هناك إلى حرب أهلية وإقليمية.[28]